# 瑪麗亞·安娜 (薩伏伊)
薩伏依的瑪麗亞·安娜（義大利語：Maria Anna di Savoia，1803年9月19日—1884年5月4日）是奥地利皇后和意大利薩丁尼亞王國公主。她的丈夫是奧地利皇帝斐迪南一世。她有一名雙胞姐姐帕爾馬公爵夫人瑪麗亞·特雷莎。
1831年，瑪麗亞·安娜在维也纳和斐迪南结婚。两人没有孩子。斐迪南在1848年退位并和瑪麗亞·安娜分别在布拉格城堡和扎庫皮度过退休生活。